# Araneus yuzhongensis
Araneus yuzhongensis là một loài nhện trong họ Araneidae.
Loài này thuộc chi Araneus. Araneus yuzhongensis được miêu tả năm 1990 bởi Chang-Min Yin et al..